# The Challenge
The Challenge (bra: O Desafio; prt: O Desafio das Gêmeas) é um filme estadunidense de 2003, do gênero comédia, dirigido por Craig Shapiro, produzido por Jeff Frank e estrelado pelas gêmeas Mary Kate e Ashley Olsen.
O filme conta os conflitos de duas irmãs gêmeas que são de mundos opostos, possuem gostos completamente diferentes e entram em um reality show de sobrevivência para conseguir uma bolsa de estudos.
O Desafio foi a última produção de Mary-Kate e Ashley lançado diretamente em vídeo. Na cena final, todos os ex-namorados de seus filmes anteriores aparecem e começam a discutir sobre quem elas amavam mais e um vídeo com os melhores momentos das gêmeas em seus filmes é mostrado.
Além disso, a trilha sonora do filme recebeu elogios, com canções cativantes que complementam as cenas e a narrativa, tornando-se um elemento marcante da produção.

## Sinopse
Shane e Elizabeth são irmãs gêmeas completamente diferentes, que moram em estados diferentes, uma com o pai e outra com a mãe. As duas se inscreveram em um reality show de sobrevivência realizado no México, porém sem saber disso. A produção acha uma boa ideia colocar as duas no programa para gerar um conflito e conseguir uma boa audiência. O apresentador, Max, divide os participantes em duas equipes: os Astecas e os Maias. O grupo vencedor de cada prova recebe um totem e no final de todas as provas, o grupo que obter mais totens ganha uma bolsa de estudos na universidade que quiser. Durante os desafios elas se envolvem em uma história de amor com os produtores, o que é proibido pelo programa.

## Elenco e personagens

### Maias
- Elizabeth "Lizzie" Dalton (Ashley Olsen): uma menina de cidade moderna que vive com o pai em Washington DC, é a gêmea mais tensa. Ela é a típica "menina da cidade", embora seja muito detalhista e orientada, o que dá a ela um pouco de vantagem mais tarde durante as tarefas do jogo. Seu maior medo é de cobras.

- Shane Dalton (Mary-Kate Olsen): uma menina vegetariana que vive com sua mãe em Los Angeles, na Califórnia. Muito tranquila, prestativa e espiritualizada, está buscando se destacar e ajudar a sua equipe, ensinando-lhes yoga. Ela tem medo de altura.

- Anthony (Theo Rossi): um menino ítalo-americano que planeja usar seu prêmio para ir a uma escola de culinária. Ele gosta muito de comer, assim como de cozinhar.

- Justin (Zakk Moore): um típico garoto atlético. Embora ele pareça ser nada além de que um divertido skatista, ele tem um QI muito alto e planeja estudar astrofísica.

### Astecas
- Adam (Lukas Behnken): um garoto descontraído e extrovertido que planeja ir para a faculdade de jornalismo. Ele gosta de flertar e ter muitos relacionamentos.

- Charles (Ty Hodges): um menino muito calmo e intuitivo que pretende estudar psicoterapia. Ele é o único que tenta manter sua equipe unida mentalmente e que tenta várias vezes trazer Kelly de volta à Terra, quando ela deixa sua competitividade tirar o melhor dela. Ele pode ter uma queda por ela, mas isso é apenas insinuado uma vez.

- JJ (Diana Carreno): uma autoproclamada "tripla ameaça", é a competidora "diva", não muito inteligente e meio fútil. Inicialmente pensou que estava sendo testada para o American Idol.

- Kelly (Sarah Bastian): uma menina extremamente atlética e super-competitiva de Nashville. Ela se destaca por ter talentos especiais na natação, mas o seu caráter competitivo a leva a ser um pouco antissocial.

### Equipe do programa
- Max (Joe Michael Burke): o apresentador arrogante e faminto por fama, que fará qualquer coisa para conseguir audiência.
- Marcus (Brian Skala): o único estagiário. Ele é de LA e quer dirigir filmes no futuro.
- Sasha (Jeannette Weegar): ela é a assistente ruiva do Max, mas aparece apenas em algumas cenas.
- Big Joe (Pablo Recasens): o braço direito de Max, e também é o seu cinegrafista.

## Trilha sonora
- I Got You Babe - UB40 & Chrissie Hynde
- Alright - Supergrass
- For You - Nerf Herder
- No Brainer - Bracket
- Air - Inger Lise Størksen (Ephemera)
- First Things First - Lost City Angels
- Guantanamera - NiNi Camps
- I Ran (So Far Away) - A Flock of Seagulls
- Do You Believe Her - The Raveonettes
- Victory - The Weekend
- Cielito Lindo - Quirino Mendoza
- Mariachi Band - Don Great
- Besame Todo - Leyla Hoyle